# 萧兀纳
萧兀纳（1049年—1118年），一名挞不也，字特免。辽国（契丹）将领。契丹六院部人。
萧兀纳魁伟简重，善于骑射。辽道宗即位后，广开言路积极选拔利用人才。朝中有个叫萧图独的官员，在清宁初年，举荐萧兀纳，补任祇候郎君，转任近侍敞史，护卫太保。咸雍三年（1067年）三月，奉命出使宋朝，吊祭宋英宗。不久，转任右夷离毕，掌刑狱。道宗经常为得到萧兀纳这位忠臣喜不自禁，曾对王师儒、耶律固等人说：“兀纳忠诚可靠，就是比作当年狄仁杰辅佐唐朝、耶律屋质辅佐辽穆宗，也不算过分。”宠爱之情溢于言表。大康初年，为北院宣徽使。大康二年（1076年）十二月，改南京统军使。耶律乙辛谋害太子耶律濬予立宋魏国王耶律和鲁斡之子耶律淳为储嗣，萧兀纳与夷离毕萧陶隗进谏力阻，奏明耶律乙辛谋害皇孙耶律延禧，取信於辽道宗。大康五年（1079年），为同知南院枢密使事，兼殿前副点检，以其忠封兰陵郡王，辅导燕王，愈受优宠。次年十二月，转任北府宰相。大康七年（1081年）五月，兼殿前都点检。大康八年（1082年）六月，知北院枢密使事。大安元年（1085年），改南院枢密使。寿昌元年（1095年），再任北府宰相。寿昌七年，天祚帝耶律延禧即位，因为耶律延禧在东宫时不满他的直言，外派出他为辽兴军节度使，守太傅。王华诬害他私借内府犀角，夺太傅官，降任宁边州刺史、临海军节度使。天庆元年（1111年），知黄龙府事，改东北路统军使。因女真完颜阿骨打部势渐崛起，屡上疏请增兵严加边备，天祚帝皆不以为然。天庆四年（1114年），女真兵攻宁江州（今吉林省扶余市东南石头城子），萧兀纳战败，引三百骑弃城渡混同江（今松花江），大败于出河店（今黑龙江省肇源县西南），十一月，再与萧敌里于长泺拒金兵，兵败免官。天庆五年（1115年），又授上京留守，耶律章奴叛攻京城，萧兀纳以死拒战，守京城有功，以功授元帅，官至契丹都宫使。天庆八年（1118年）十一月，因病在官任上去世，年七十岁。

## 延伸阅读
[在维基数据编辑]
 《遼史·卷98》，出自脱脱《遼史》